# Anatomy of a Murder
Anatomy of a Murder is een Amerikaanse film uit 1959 van Otto Preminger met in de hoofdrollen James Stewart, Lee Remick en Ben Gazzara.
De film is gebaseerd op de gelijknamige roman van rechter John D. Voelker. Voelker schreef de roman onder het pseudoniem Robert Traver. Voelker baseerde zijn roman op een rechtszaak naar aanleiding van een echt gepleegde moord in 1952. Hij trad daarbij op als de advocaat van de verdachte. Anatomy of a Murder was een van de eerste grote Amerikaanse films waarin zonder terughoudendheid over seks en verkrachting gesproken werd.
De film was een groot succes in de bioscopen en werd uiteindelijk de best lopende film uit 1959. Ook de kritieken waren uiterst positief en de film kreeg zeven Oscarnominaties.

## Verhaal
Advocaat Paul Biegler is niet herkozen als openbaar aanklager (officier van justitie) van Iron City, Michigan en brengt zijn dagen door met vissen en pianospelen. Menselijk contact heeft hij met zijn vriend en collega Parnell McCarthy, een doorgewinterde alcoholist en zijn secretaresse Maida Rutledge. Een telefoontje rukt Biegler uit zijn zelfgekozen isolement. Tijdens zijn vistripje is er een moord gepleegd en de echtgenote van de vermeende dader, Laura Manion, smeekt hem om haar man te verdedigen. McCarthy licht Biegler in over de details. De barman van de Thunder Bay Hotel, Barney Quill, is vermoord door luitenant Frederic Manion, een militair gestationeerd op een legerbasis in de buurt van Iron City. De laatste ontkent niet Quill te hebben vermoord, maar zegt dat hij zijn daad pleegde om zijn vrouw te beschermen. Quill zou Laura hebben verkracht, waarna Manion door het lint ging. Biegler heeft zijn twijfels over de motieven van luitenant Manion, zeker ook omdat snel blijkt dat zijn vrouw nogal een flirterig type is, die snel aanpapt met andere mannen. Parnell, die Biegler zal assisteren, dringt erop aan dat ze de zaak aannemen, omdat hij geld nodig heeft. Samen denken ze een verdedigingsstrategie uit en besluiten het te gooien op 'tijdelijke krankzinnigheid'.

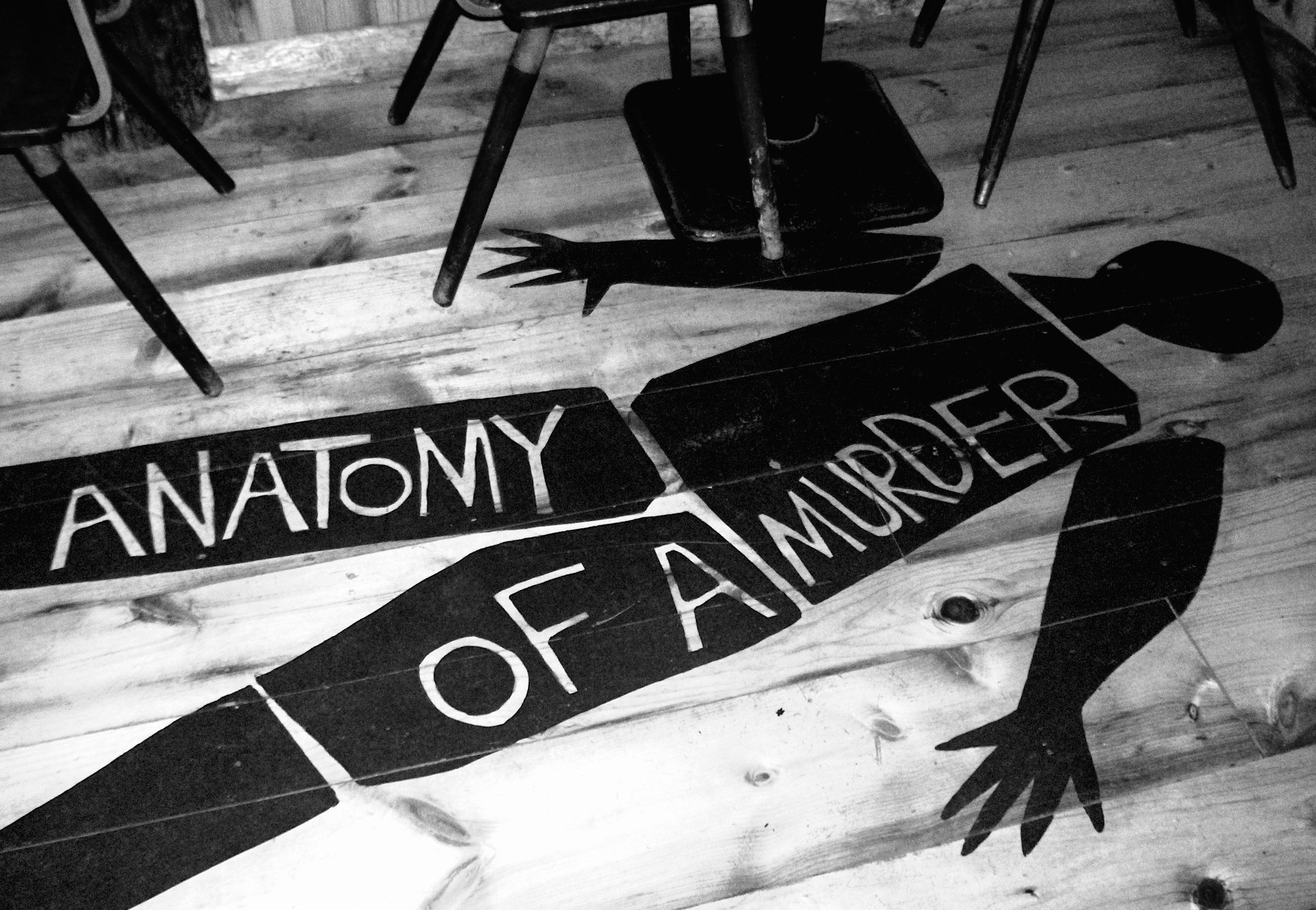
de begintitels

Als Biegler aan luitenant Manion doorgeeft dat hij de verdediging op zich neemt, zegt de militair dat hij niet over voldoende geld beschikt. Voorlopig neemt Biegler genoegen met een schriftelijke verklaring dat Manion zal betalen. Intussen schrikt Biegler als hij Laura met soldaten ziet dansen in aanstootgevende kleding. Hij waarschuwt haar en schrikt als Laura opmerkt dat wat haar betreft haar man beter kan worden opgesloten. Ter voorbereiding op de rechtszaak onderzoekt een psychiater Manion. Hij constateert dat de moord het gevolg was van een "onweerstaanbare impuls" om te schieten op Quill. In een oud wetboek vindt Biegler een zaak uit 1886 waarbij een verdachte werd vrij gesproken vanwege eenzelfde oncontroleerbare impuls.
De volgende maandag begint het proces en de officier van justitie, Mitch Lodwick, heeft de hulp ingehuurd van Claude Dancer, een hulpofficier van justitie uit een grote stad. Als Paul Biegler het woord krijgt, gaat hij gelijk in de aanval en eist dat de aanklagers niet langer de bewijzen van de verkrachting weglaten. Als een van de getuigen, een politieman, de verkrachting afdoet als 'wat problemen', krijgt Paul het voor elkaar dat de verkrachting wordt opgenomen. De politieman zegt vervolgens dat het slipje van Laura Manion nooit gevonden zijn. Vervolgens probeert Dancer Laura weg te zetten als een verleidster. De verdediging zit in de problemen en die lijken groter te worden als Parnell onder invloed van drank de volgende dag een auto-ongeluk krijgt. Hij was in Canada om de achtergrond te onderzoeken van Mary Pilant, de vermeende minnares van barman Quill.
Als de rechtszaak wordt hervat, komt ook Pilant naar de rechtszaal. Dancer zaagt Laura Manion verder door en claimt dat ze de verkrachting heeft verzonnen om te voorkomen dat haar extreem jaloerse man haar in elkaar zou slaan. De verdediging krijgt weer het woord en Biegler laat de psychiater getuigen over de "onweerstaanbare impuls". Op zijn beurt vraagt Dancer aan de psychiater of de verdachte het verschil wist tussen 'goed en kwaad'. Als de psychiater dit bevestigt, vraagt Dancer een gesprek aan in de kamer van de rechter. Volgens de aanklager kan 'tijdelijke krankzinnigheid' niet worden gebruikt omdat Manion goed en kwaad kon onderscheiden. Hierop toont Biegler het vonnis uit 1886 en Dancer ziet nu voor het eerst dat hij een formidabele tegenstander heeft in plaats van een derderangs advocaat. Hij brengt gelijk zwaar geschut in stelling met een onverwachte getuige, gevangene Duke Miller. Miller zat in dezelfde cel als Manion en zweert dat de laatste beweerde dat hij zijn advocaat, psychiater en de jury in de maling neemt en dat er helemaal geen 'impulsen' waren. Biegler weet Miller af te schilderen als een leugenaar en een doorgewinterde crimineel. Hij roept nu Mary Pilant op die getuigt dat zij het gescheurde slipje van Laura heeft gevonden na de moord. Als Dancer haar probeert in diskrediet te brengen, onthult Mary dat ze niet de minnares was van Quill, maar zijn dochter. De jury die toch al op de hand was van de 'simpele boerenadvocaat'  Biegler is nu vol sympathie voor de verdachte en spreekt hem vrij. Na de vrijlating van Manion rijdt Biegler met Parnell naar diens caravan om zijn geld te innen. Ze vinden echter alleen een briefje waarin staat dat de Manions zijn vertrokken vanwege een 'onweerstaanbare impuls' om te vluchten.

## Rolverdeling

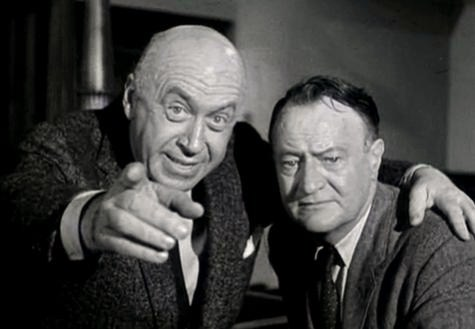
Regisseur Otto Preminger en schrijver John D. Voelker

| Acteur           | Personage                  |
| ---------------- | -------------------------- |
| James Stewart    | Paul Biegler               |
| Lee Remick       | Laura Manion               |
| Ben Gazzara      | luitenant Frederick Manion |
| Arthur O'Connell | Parnell Emmett McCarthy    |
| Eve Arden        | Maida Ruthledge            |
| Kathryn Grant    | Mary Pilant                |
| George C. Scott  | Claude Dancer              |
| Joseph N. Welch  | rechter Weaver             |
| Russ Brown       | George Lemon               |

## Betekenis
Anatomy of a Murder laat zien hoe de menselijke factor in rechtszaken de rechtsgang negatief kan beïnvloeden. Hoewel de 'waarheidsvinding' hoog in het vaandel staat bij een rechtszaak, lijkt het alsof iedereen zijn eigen beeld van de waarheid vormgeeft en uitdraagt. Zowel de verdediging als de aanklager, de verdachte en zijn vrouw, hebben een eigen idee van wat recht is en wat krom. Integriteit, rechtvaardigheid, moraliteit en ethiek worden begraven onder slimme juridische spelletjes en het in diskrediet brengen van getuigen. De verdachte krijgt de optie om zich te beroepen op tijdelijke krankzinnigheid bijna door zijn strot geduwd door zijn advocaten. Getuigen worden gecoacht, feiten zo verdraaid dat ze passen in bepaalde theorieën en niet zelden wordt voortgebouwd op aannames die nauwelijks door getuigenissen of feiten worden ondersteund. Getuigen liegen of baseren hun getuigenis op herinneringen die zijn beïnvloed door beelden en foto's van de zaak. Zowel de verdediging als de aanklagers proberen gaten in de herinneringen van getuigen aan te vullen of hen woorden in de mond te leggen. Preminger wilde met deze film laten zien dat het rechtssysteem in de VS niet noodzakelijk de waarheid boven tafel krijgt, maar meer wat de advocaten en aanklagers als waarheid zien. Als een rechter en jury daardoor zo worden beïnvloed dat verdachten ten onrechte worden veroordeeld of vrijgesproken, dan is de rechtsorde volgens hem in gevaar. Dat de film een snaar raakt, blijkt wel uit de ontvangst die de film kreeg bij vertegenwoordigers van het rechtssysteem. Michael Asimov, professor strafrecht aan de UCLA, noemde de film een van de meest pure rechtbankfilms die ooit is gemaakt. Terwijl de American Bar Association (de vereniging van Amerikaanse strafpleiters) de film prees vanwege de manier waarop de werkzaamheden van strafpleiters in beeld worden gebracht, met name het onderzoek. Ook werd de film regelmatig gebruikt bij opleidingen van advocaten om het proces van de Amerikaanse rechtsgang te laten zien, van het ondervragen van de verdachte door de advocaat en de verschillende fases van het proces.

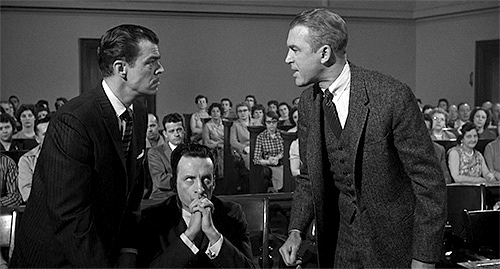
Advocaat Biegler (James Stewart) in de aanval

## Voorgeschiedenis
In de vroege morgen van 31 juli 1952 schoot luitenant Coleman A. Peterson, barman Maurice Chenoweth dood in Big Bay, Michigan. Het motief voor de moord was de verkrachting van Petersons vrouw door Chenoweth. Advocaat John D. Voelker nam de verdediging van Peterson op zich en wist hem vrij te krijgen op basis van 'tijdelijke krankzinnigheid'. In de jaren daarna schreef Voelkner een roman over de zaak. Onder pseudoniem Robert Travis publiceerde hij het boek in 1958 met als titel Anatomy of a Murder. Het werd een bestseller en al snel werd Voelkner benaderd door toneelschrijver John van Druten om er een toneelstuk van te maken. Van Druten en Voelkner onderhandelden vervolgens met Ray Stark Seven Arts Productions Inc. over de filmrechten. Het duo zou 100.000 dollar krijgen plus een aandeel in de winst. De vroege dood van Van Druten gooide echter roet in het eten en het theaterstuk kwam er niet. Aangezien ook de onderhandelingen met Ray Stark niet waren afgerond, werden ook de filmrechten niet verkocht. De uitgever van Voelkner, St. Martin's Press, verkocht de rechten vervolgens voor 150.000 dollar aan Otto Preminger. Zowel de erfgenamen van Van Druten als Ray Stark Seven Arts Productions spanden een proces aan tegen Preminger en Columbia. Beide partijen voelden zich benadeeld en waren van mening dat zij recht hadden op de filmrechten. Uiteindelijk werd de zaak geschikt en ontvingen de erven van Van Druten 50.000 dollar voor de rechten van het toneelstuk. Ray Starks bedrijf kreeg een aandeel in de winst van de film van Preminger.

### Scenario
Het filmscenario volgt het boek vrijwel op de voet. Het enige verschil is het einde. In het boek wordt al vrij vroeg onthuld dat Mary Pilant de dochter is van Barney Quill. In de film wordt dit pas aan het eind onthuld als Pilant het feit zelf noemt op een vraag van de aanklager. Een ander verschil is de karaktertekening van sommige personen. In het boek is het karakter van Parnell McCarthy bijvoorbeeld beter uitgewerkt. Sommige zaken zijn weggelaten, zoals het kruisverhoor van de psychiater door de aanklager Dancer. Het boek is rijk aan details over strafzaken, strategieën en tactieken van advocaten en aanklagers, rechtsprocedures, onderzoek en rechtzaaltradities. Ook dit komt in de film in mindere mate terug. Het boek weet ook de 'tijdelijke krankzinnigheid'  beter uit te werken. Zo is er een scène waarbij Biegler gehakt maakt van de getuige-deskundige over psychiatrie van de aanklager. Het blijkt dat deze expert de gedachte nog nooit heeft gesproken en een psychiatrisch rapport schreef op basis van wat hij hoorde en las over de zaak. Deze scène zit niet in de film.

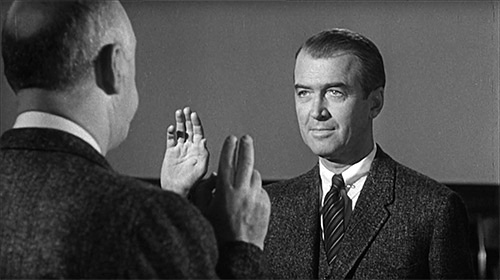
James Stewart in de trailer

### Acteurs
Preminger begon al snel met het zoeken naar de juiste acteurs. Voor de rol van de rechter wilde hij eerst Spencer Tracy, maar die weigerde. Ook zijn tweede keus Burl Ives wilde de rol niet. Vervolgens kreeg Preminger de tip een echte rechter uit te kiezen. Al snel selecteerde de regisseur-producent Joseph N. Welch. Welch had als advocaat opgetreden voor het Amerikaanse leger tijdens de Army-McCarthy hearings in 1954. (Senator Joseph McCarthy beschuldigde in 1954 officieren van het leger van communistische sympathieën, maar werd succesvol afgestopt tijdens de senaatshoorzittingen hierover). Jazz-musicus Duke Ellington die aanwezig was om de filmmuziek te schrijven tijdens de opnames kreeg een kleine rol als musicus Pie-eye.
Voor de rol van Linda Manion was Lana Turner aangetrokken. Volgens geruchten zou Turner hebben afgedwongen alleen de rol aan te nemen als haar kostuums ontworpen werden door haar eigen couturier, Jean Louis. Toen Preminger protesteerde en zei dat de kostuums ongeschikt waren voor het personage, vertrok Turner. Lana Turner zelf had een andere verklaring voor haar weigering om Linda te spelen. Ze verklaarde dat ze nooit een rol zou weigeren over zo iets triviaals als een kostuum. Volgens haar klikte het gewoon niet tussen Otto Preminger en haar, ze vond de regisseur onmogelijk om mee te werken. Turner was overigens geen eerste keus voor de rol. Preminger had Lee Remick gezien in haar filmdebuut A Face in the Crowd uit 1957 en was diep onder de indruk. Hij wilde haar voor de rol van Linda Manion. Later bedacht hij zich en koos hij Lana Turner. Hij bood Remick de rol aan van Mary Pilant, maar de teleurgestelde actrice weigerde. Toen Turner uit de productie stapte, kreeg Lee Remick alsnog de rol van Laura aangeboden. Ze was nog altijd boos op Remick en dacht aan een grap toen Preminger haar belde. Ze hing op en Preminger moest nog een paar keer bellen voordat ze geloofde dat ze nu wel de hoofdprijs had. James Stewart was vrijwel gelijk zeker van de rol van Biegler, alleen in een vroeg stadium werd Gregory Peck overwogen. Richard Widmark was een serieuze kandidaat voor de rol van luitenant Frederic Manion, maar werd uiteindelijk verslagen door Ben Gazzara. Bij de verdeling van de andere rollen waren allerlei ongelukken de reden dat andere acteurs moesten worden aangetrokken. Zo viel acteur Pat Hingle in een liftschacht, vlak nadat hij was gecontracteerd voor de rol van Mitch Lodwick. Hij werd vervangen door Brooke West. Emile Meyer, die rol van sheriff Battisfore zou spelen, kreeg een auto-ongeluk en brak zijn arm.

### Productie
Preminger besloot de film in zijn geheel buiten de studio op te nemen. Hij streek neer in een hotel in de omgeving van de stadjes Ishpeming en Marquette in Michigan. Omdat er geen studiofaciliteiten waren werkte hij met een volkomen van de studio onafhankelijke technische ploeg. De cameraploeg, de montage-eenheid, de kostuumafdeling en het make-upteam vonden onderdak in de kelders van het hotel. Preminger schoot alle rechtbank-, gevangenis- en ziekenhuisscènes op locatie in Marquette. De deur van de rechtszaal die te zien is in de film is eigenlijk de deur van het toilet. Opnames van het kantoor van Biegler werden gemaakt in het echte kantoor van Voelkner in Ishpeming. De moord waarop de film is gebaseerd vond plaats in de Lumberjack Tavern in Big Bay, Preminger filmde zijn scènes echter in de nabij gelegen Thunder Bay Inn. De bibliotheek waar Biegler het vonnis uit 1886 vindt, was de Carnegie Public Library in Ishpeming. In de film zijn geen flashbacks te zien, omdat Preminger daar een hekel aan had. Een groot aantal van de oorspronkelijke juryleden van de zaak uit 1952 werd gevraagd om in de originele jurytribune plaats te nemen voor de film. Iedereen nam de plaats in die hij in 1952 had bekleed. Juryleden die waren overleden of niet bereikt kon worden werden vervangen door figuranten uit de omgeving. Het filmen nam acht weken in beslag, van maart tot en met april 1959. Preminger wilde graag dat Duke Ellington die de muziek voor de film zou schrijven en maken bij de opnames aanwezig was. Normaal wordt de muziek voor een film gebaseerd op de ruwe montage van de film of zelfs op de gemonteerde film, maar Preminger wilde dat Ellington deel uitmaakte van de film en gaf hem zelfs een klein rolletje.

## Ontvangst
Hoewel de film een kassucces werd, was niet iedereen gelukkig met het eindresultaat. De film is berucht vanwege het taalgebruik en de verwijzingen naar seks, verkrachting, en condooms. De vader van James Stewart was zo kwaad over het taalgebruik dat hij een advertentie plaatste in de lokale krant om mensen hiervoor te waarschuwen. De film werd om dezelfde reden aanvankelijk zelfs in de bioscopen van Chicago geweigerd. Tegenwoordig zal weinig mensen opvallen dat er woorden in de film voorkomen als "bitch" (teef), "contraceptive" (contraceptief), "panties (kousen)", "penetration" (penetratie), "rape" (verkrachting), "slut" (slet) en "sperm" (sperma), maar in 1959 was dat ongehoord. Amerikaanse films werden sinds 1934 gecontroleerd door de filmstudio's zelf. Na een aantal seksschandalen in Hollywood, begin jaren twintig, begon de Amerikaanse filmindustrie te vrezen dat alle negatieve publiciteit de industrie zou schaden. Om dat te voorkomen ging men de filmindustrie 'zuiveren' van slechte invloed en tegelijkertijd het goede voorbeeld geven. Films mochten geen seks of verwijzingen naar seks bevatten, ook drugs, abortus of verkrachting of zelfs het noemen van deze zaken werd uitgebannen. In de Hays Code werd opgenomen waaraan een goede film moest voldoen. Films die niet door de beugel konden kregen geen goedkeuring van de Production Code Administration (PCA). Dit betekende in de praktijk dat, na de instelling van de PCA in 1934, films zonder PCA-goedkeuring niet meer werden gedraaid in de belangrijke Amerikaanse bioscoopketens. Preminger had al eerder problemen gehad met de Hays Code, onder andere met zijn film The Man with the Golden Arm (1955) waarin drugs een grote rol spelen. De film verscheen aanvankelijk zonder PCA-goedkeuring, maar werd toch gedraaid in de bioscopen. De Hays Code werd toen al aangepast en het was voortaan toegestaan te verwijzen naar drugs en verkrachting. Desondanks was Anatomy of a Murder te gewaagd voor een PCA-goedkeuring. Pas nadat Preminger woorden als 'sperma', 'seksuele climax' en 'penetratie' had weggelaten en het aantal gebruikte woorden als 'kousen' en 'verkrachting' had verminderd kreeg de film de goedkeuring.

## Muziek

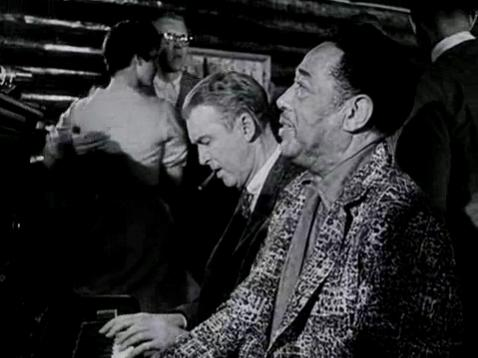
James Stewart en Duke Ellington

De muziek bij Anatomy of a Murder is afkomstig van Duke Ellington. Ellington schreef samen met Billy Stryhorn de muziek tijdens de opnames, een noviteit voor die tijd. De volgende nummers (soms in fragment) zijn te horen.
- "Main Title/Anatomy of a Murder" - 3:57
- "Flirtibird" - 2:14
- "Way Early Subtone" - 3:59
- "Hero to Zero" - 2:11
- "Low Key Lightly" - 3:39
- "Happy Anatomy" - 2:35
- "Midnight Indigo" - 2:46
- "Almost Cried" - 2:26
- "Sunswept Sunday" - 1:53
- "Grace Valse" - 2:30
- "Happy Anatomy" - 1:28
- "Upper and Outest" - 2:23
- "Merrily Rolling Along (ook bekend als Hero to Zero)/Sunswept Sunday" - 3:49
- "Beer Garden" - 1:53
- "Polly (ook bekend als Grace Valse, Haupe, Low Key Lightly, Midnight Indigo)" - 3:35
- "More Blues" - 2:15

De muziek werp opgenomen in Radio Recorders, Los Angeles op 29 mei, 1 en 2 juni 1959 met de volgende musici:
- Duke Ellington – piano
- Cat Anderson, Shorty Baker, Herbie Jones, Ray Nance, Clark Terry, Gerald Wilson - trompet
- Quentin Jackson, Britt Woodman, John Sanders - trombone
- Jimmy Hamilton - klarinet, tenor saxofoon
- Johnny Hodges - altsaxofoon
- Russell Procope - altsaxofoon, klarinet
- Paul Gonsalves - tenorsaxofoon
- Harry Carney - baritonsaxofoon, klarinet, basklarinet

Jimmy Woode - bas
James Johnson - drums

## Prijzen en nominaties
James Stewart won de prijs voor Beste acteur op Filmfestival van Venetië in 1959. De film ontving de volgende Oscarnominaties:
- Coppa Volpi voor beste acteur: James Stewart
- Beste mannelijke bijrol: Arthur O'Connell
- Beste mannelijke bijrol: George C. Scott
- Beste camerawerk: Sam Leavitt
- Beste montage: Louis R. Loeffler
- Beste film: Otto Preminger
- Beste scenario: Wendell Mayes 1960

Ook waren er nominaties voor de BAFTA Film Award:
- Beste Film
- Beste buitenlandse acteur: James Stewart
- Meest veelbelovende nieuwkomer: Joseph N. Welch

Voor de Golden Globes waren er de volgende nominaties:
- Best film
- Beste Actrice - Drama: Lee Remick;
- Beste regie: Otto Preminger
- Best mannelijke bijrol: Joseph N. Welch